# 52-я улица (линия Флашинг, Ай-ар-ти)
|   |     |     |     |   |
| · | · л | · э | · л | · |

|   |     |     |     |   |
| · | · л | · э | · л | · |

«52-я улица» (англ. 52nd Street) — станция Нью-Йоркского метрополитена, расположенная на линии Флашинг, Ай-ар-ти. Станция находится в Вудсайде, Куинс, на пересечении 52-й улицы и Рузвельт-авеню. На станции останавливается маршрут 7 (круглосуточно). Станцию проходит без остановки маршрут <7> (в часы пик в пиковом направлении).
В прежнем названии станции — 52-я улица — Линкольн-авеню (англ. 52nd Street — Lincoln Avenue) — которое просуществовало долгое время, было убрано название улицы Линкольн-авеню, так как эта улица уже много лет как не существует. Однако это старое неофициальное название в редких случаях можно встретить в подземке и до сих пор.
Станция имеет эстакадное расположение, и открыта 21 апреля 1917 года в составе третьей очереди линии Флашинг, Ай-ар-ти. Она расположена на трёхпутном её участке и состоит из двух боковых платформ, обслуживающих только внешние локальные пути.
Практически по всей своей длине платформы оборудованы навесом, который поддерживается зелёными колоннами и высоким бежевым или коричневым сплошным забором. В навес вмонтирована система освещения, а на колоннах и на стене расположены стандартные таблички с названием станции: белая надпись на чёрном фоне. На небольшом участке западного конца платформ (на Манхэттен) имеются чёрные фонарные столбы, а сами платформы огорожены лишь невысоким чёрным забором.
Станция имеет два выхода. Однако круглосуточно из них работает на вход и выход пассажиров только западный. Он представлен типовым эстакадным мезонином — аналогом турникетного зала для подземных станций: специальным эстакадным помещением, в котором располагаются кассы и турникетный павильон. Из мезонина к каждой платформе идут две лестницы, а расположение турникетов даёт возможность пассажиру при необходимости совершить переход между платформами противоположных направлений. В город из мезонина ведут две лестницы: к юго- и северо-восточному углам перекрёстка 52-й улицы с Рузвельт-авеню.
Второй выход расположен на восточном конце станции и работает только в определённые часы. Он представлен аналогичным мезонином, однако, в отличие от западного круглосуточного входа, билетные кассы здесь отсутствуют, а турникетный зал представлен одним полноростовым турникетом (своеобразная разновидность крутящейся входной двери в торговых центрах). Из мезонина в город также ведут две лестницы: к перекрёстку 53-й улицы и Рузвельт-авеню.
Эта станция является самой западной станцией линии линии Флашинг, расположенной на Рузвельт-авеню. Следующая станция в направлении Манхэттена — 46-я улица — Блисс-стрит — расположена уже на бульваре Куинс.
До 1949 года эта часть линии Флашинг (Ай-ар-ти) использовалась двумя компаниями — Ай-ар-ти (англ. IRT) и Би-эм-ти (англ. BMT), вместе со станциями линии Астория (Би-эм-ти). Некоторое время платформы станции даже были разделены на две части, каждая из которых обслуживала поезда только одной компании. Подобный режим работы был характерен для всех станций «двойного использования».